# 中田雅喜
中田 雅喜（なかた あき、1954年11月7日 - ）は、日本の漫画家、小説家、時代劇映画研究者。京都府京都市出身。女性。夫は漫画家の横山えいじ。

## 来歴
京都市立日吉ヶ丘高等学校 美術コース日本画科、嵯峨美術短期大学染織学科卒業。
作画グループで活動したのち、1980年、「コミックトム」（潮出版社）にてデビュー。上京し、マンガ仲間の夢野一子、笹尾菜穂子、いくたまき、佐々木淳子、浅川まゆみ、小野ぬいらと高田馬場に共同仕事場を借りる。『漫画ブリッコ』に大塚英志の依頼で執筆したマニアックなパロディ漫画『桃色三角』を執筆した。
代表作は『純情ももいろ日記』（「リイドコミック」連載）。
SF漫画やエッセイ漫画、更に成人漫画を描くかたわら、ファンである月形龍之介や天津敏に代表する時代劇俳優に関連した著書も刊行している。
2007年の世界SF大会・NIPPONにおいては、山内鉄也監督の『忍者狩り』の上映企画を行った。

## 主な作品

### 著書
- ももいろ三角
- 純情ももいろ日記
- 剣と翔平シリーズ
- 必勝電脳学園
- 御界/ON‐KAI -  ドラマCD化されている。

### 作画グループ合作
- アキラ・ミオ大漂流
- 銀河を継ぐ者
- ベレヌスのロビン - 炎の伝説 -

### 円尾敏郎と共同編集
- 月形龍之介（月形哲之介監修）
- テレビが生んだ悪役スタア 天津敏（天都カネ子監修）

## モデル
1980年代初頭、親交が厚かった漫画家いくたまきの作品に、中田雅喜本人をモデルにしたキャラクターが登場する漫画がある。
- アキさん（「貧民通信」いくたまき）
- 雅アキナ（「アブナーズ」いくたまき）